# Públicos do Vila Nova Futebol Clube

## Maiores públicos doVila Nova Futebol Clube
( * ) Jogos no Estádio Serra Dourada, a partir de 40.000 presentes.
1. Vila Nova 1–2 Goiás, 64.614, 29 de julho de 1979, Campeonato Goiano.
2. Vila Nova 1–0 Goiás, 62.571, 22 de abril de 1979, Campeonato Goiano.
3. Vila Nova 1–3 Goiás, 58.953, 7 de julho de 1977, Campeonato Goiano (57.682 pagantes).
4. Vila Nova 0–1 Goiás, 58.843, 12 de dezembro de 1982, Campeonato Goiano (41.002 pagantes).
5. Vila Nova 1–1 Atlético-GO, 56.854, 30 de junho de 1976, Campeonato Goiano (rodada dupla).
6. Vila Nova 0–2 América-MG, 55.000, 16 de novembro de 1997, Campeonato Brasileiro Série B (43.808 pagantes).
7. Vila Nova 1–4 Goiânia, 48.761, 4 de julho de 1976, Campeonato Goiano (rodada dupla).
8. Vila Nova 5–3 Goiás, 47.712, 28 de março de 1999, Campeonato Goiano.
9. Vila Nova 3–1 Goiás, 45.351, 3 de junho de 2001, Campeonato Goiano.
10. Vila Nova 0–0 Goiás, 45.317, 17 de abril de 2005, Campeonato Goiano.
11. Vila Nova 0–2 Goiás, 44.707, 9 de abril de 1989, Campeonato Goiano.
12. Vila Nova 0–0 Botafogo-RJ, 44.452, 16 de outubro de 1977, Campeonato Brasileiro Série A.
13. Vila Nova 1–0 Rio Verde, 44.132, 25 de setembro de 1977 (rodada dupla), Campeonato Goiano.
14. Vila Nova 1–0 Santa Cruz-PE, 44.022, 4 de dezembro de 1999, Campeonato Brasileiro Série B (37.548 pagantes).
15. Vila Nova 0–1 Goiás, 43.913, 8 de dezembro de 1999, Campeonato Brasileiro Série B (35.488 pagantes).
16. Vila Nova 0–2 Goias, 42.703, 24 de novembro de 1999, Campeonato Brasileiro Série B (35.516 pagantes).
17. Vila Nova 1–0 Itumbiara, 42.328, 12 de julho de 1977, Campeonato Goiano.
18. Vila Nova 0–2 Flamengo-RJ, 41.615, 19 de julho de 1979, Amistoso.
19. Vila Nova 0–1 Goiás, 41.156, 7 de julho de 1976, Campeonato Goiano (rodada dupla).
20. Vila Nova 1–1 Goiás, 41.003, 12 de dezembro de 1982, Campeonato Goiano.
21. Vila Nova 4–1 Londrina-PR, 40.914, 21 de novembro de 2015, Campeonato Brasileiro Série C (39.000 pagantes).[1][2]
22. Vila Nova 1–1 Atlético-GO, 40.909, 16 de junho de 1976, Campeonato Goiano.
23. Vila Nova 0–0 Brasil de Pelotas-RS, 40.000, 2 de novembro de 2015, Campeonato Brasileiro Série C (35.500 pagantes).[3]

## Por adversários
1. Goiás: 12.
2. Atlético Goianiense: 2.
3. América Mineiro, Botafogo, Brasil de Pelotas, Flamengo, Goiânia, Itumbiara, Londrina, Rio Verde e Santa Cruz: 1.

## Por competições
1. Campeonato Goiano:15
2. Campeonato Brasileiro Série B: 4
3. Campeonato Brasileiro Série C: 2
4. Amistoso e Campeonato Brasileiro Série A: 1